# Hippolyte Maindron
Pour les articles homonymes, voir Maindron.
Hippolyte Maindron, né le 16 décembre 1801 à Champtoceaux (Maine-et-Loire) et mort le 21 mars 1884 à Paris (6e arrondissement), est un sculpteur français.

## Biographie
Étienne Hippolyte Maindron, né le 16 décembre 1801 à Champtoceaux, est le fils d'un boulanger vendéen Alexis Maindron et d'une lingère, Julienne Marie Julie Chabot. Il doit travailler très jeune et se trouve à 11 ans commis à Bourbon-Vendée.
Il épouse Elvire Céline Laure Biwer, fille d'un ingénieur-mécanicien également inventeur, le 15 juin 1854 à Paris 4e. Le couple a deux enfants. Leur fille Geneviève, née en 1855, professeur de piano, épouse Edmond Marie Georges Antoine Lebas en 1889 ; leur fils Maurice, né en 1857, écrivain et entomologiste, épouse Hélène de Héredia.
Il meurt le 11 mars 1884 et est inhumé à Paris au cimetière du Montparnasse (division 1).

### Carrière
Ses origines modestes lui permettent d'obtenir une bourse du département pour entrer à l’école des Arts et Métiers d'Angers d'où il sort en 1823. Il s'essaie dans le commerce puis revient comme surveillant à l'école des Arts et Métiers, de 1824 à 1826. Doté de dons artistiques, il quitte sa région pour la capitale grâce à l'obtention d'une bourse annuelle de 500 francs que lui a accordée le département de Maine-et-Loire pendant trois ans.
En 1827, il entre à l'École des beaux-arts de Paris — dans l'atelier de son compatriote, le sculpteur David d'Angers — où il étudie jusqu'en 1838. Il l'assiste pour la réalisation du bas-relief La Patrie couronnant les hommes célèbres du fronton du Panthéon. Parmi ses premières œuvres, il sculpte le groupe Thésée vainqueur du Minotaure dont il offre le plâtre en 1829 au musée d'Angers en remerciement de l'aide accordée. On lui confie aussi la première statue du général Travot, qui est refusée au Salon de 1837.
Maindron est admis pour la première fois au Salon de 1834 avec une statue intitulée Jeune Berger piqué par un serpent. Refusé au Salon de 1835, il récidive en 1838. Il connaît enfin le succès au Salon de 1839 avec sa Velléda. Le modèle en plâtre de L'Archidruidesse Velléda, exposé en 1839 puis à l'Exposition universelle de 1855, se trouve, au début des années 2000, au musée des Beaux-Arts d'Angers.
Sous le Second Empire, l'État commande à Maindron deux groupes en pierre pour le péristyle du Panthéon de Paris : Sainte Geneviève par ses prières désarme Attila (1857) et Le Baptême de Clovis par Saint Rémi (1865), conservés depuis 2010 dans l’église Notre-Dame de Cholet.
Il a réalisé la statue en pied du Monument au duc de La Rochefoucauld, créateur d'une école pour les pupilles de son régiment à Liancourt en 1780, devenue l'école des Arts et Métiers de Châlons en 1805. Cette statue en bronze, inaugurée le 26 octobre 1861, a été détruite par les Allemands en 1941. Une nouvelle statue a été remise en place en 1951 à partir des moulages qui avaient été conservés.
Hippolyte Maindron a pratiqué les huit genres dans l'art de la sculpture distingués par Henry de Morant (architecturale, décorative, mémorielle, funéraire, animalière, buste, relief et médaille). Certains bronzes ont été détruits du fait de la guerre ou volontairement, comme la Vierge à l'Enfant Jésus qui figurait sous le no 1978 au Salon des artistes vivants du Musée royal le 15 mars 1842. Le buste du duc de La Rochefoucauld est redécouvert au pied d'une pile du pont de Verdun à Angers.

## Œuvres

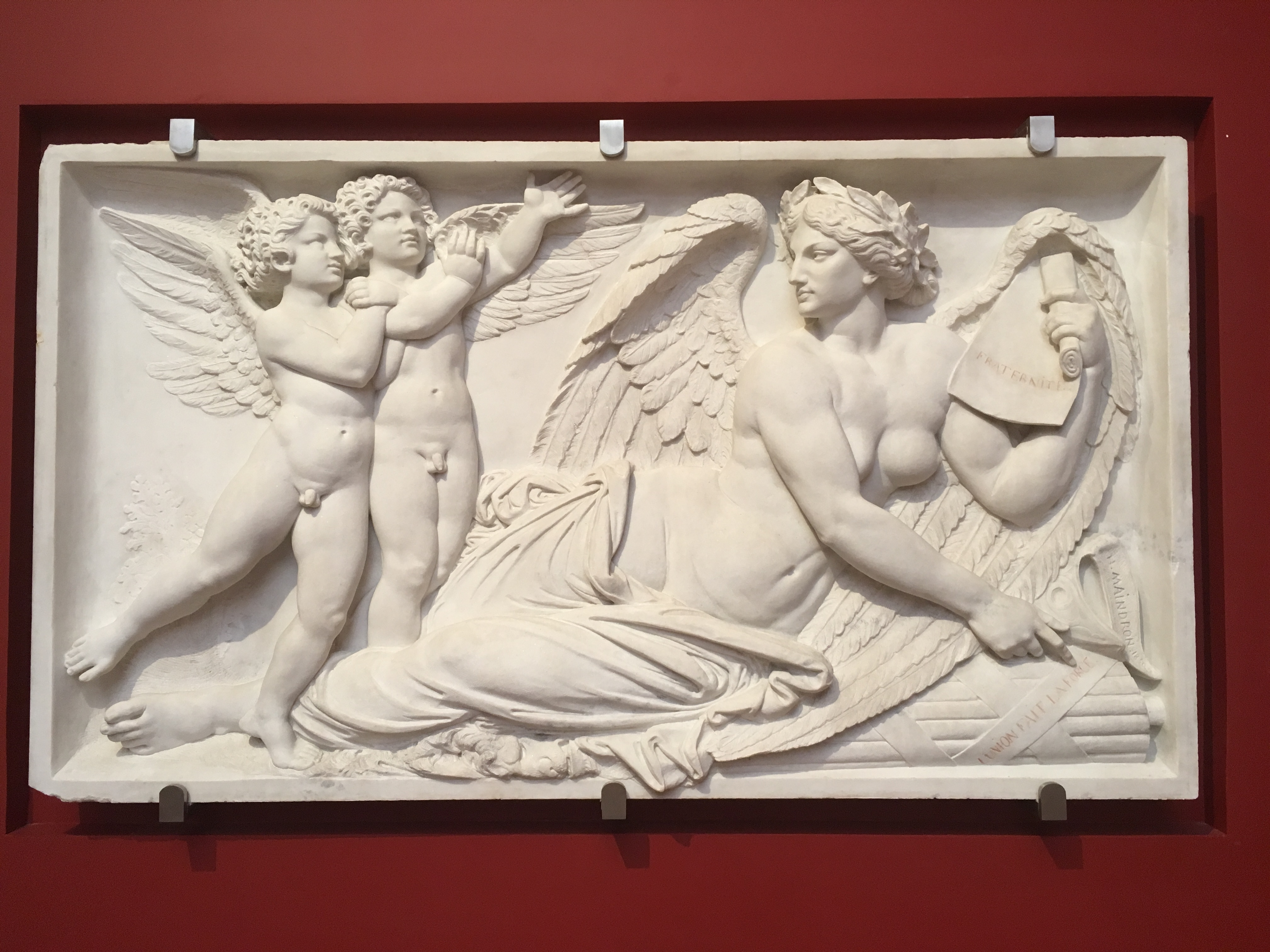
La Fraternité (1850), musée des Beaux-Arts d'Angers.

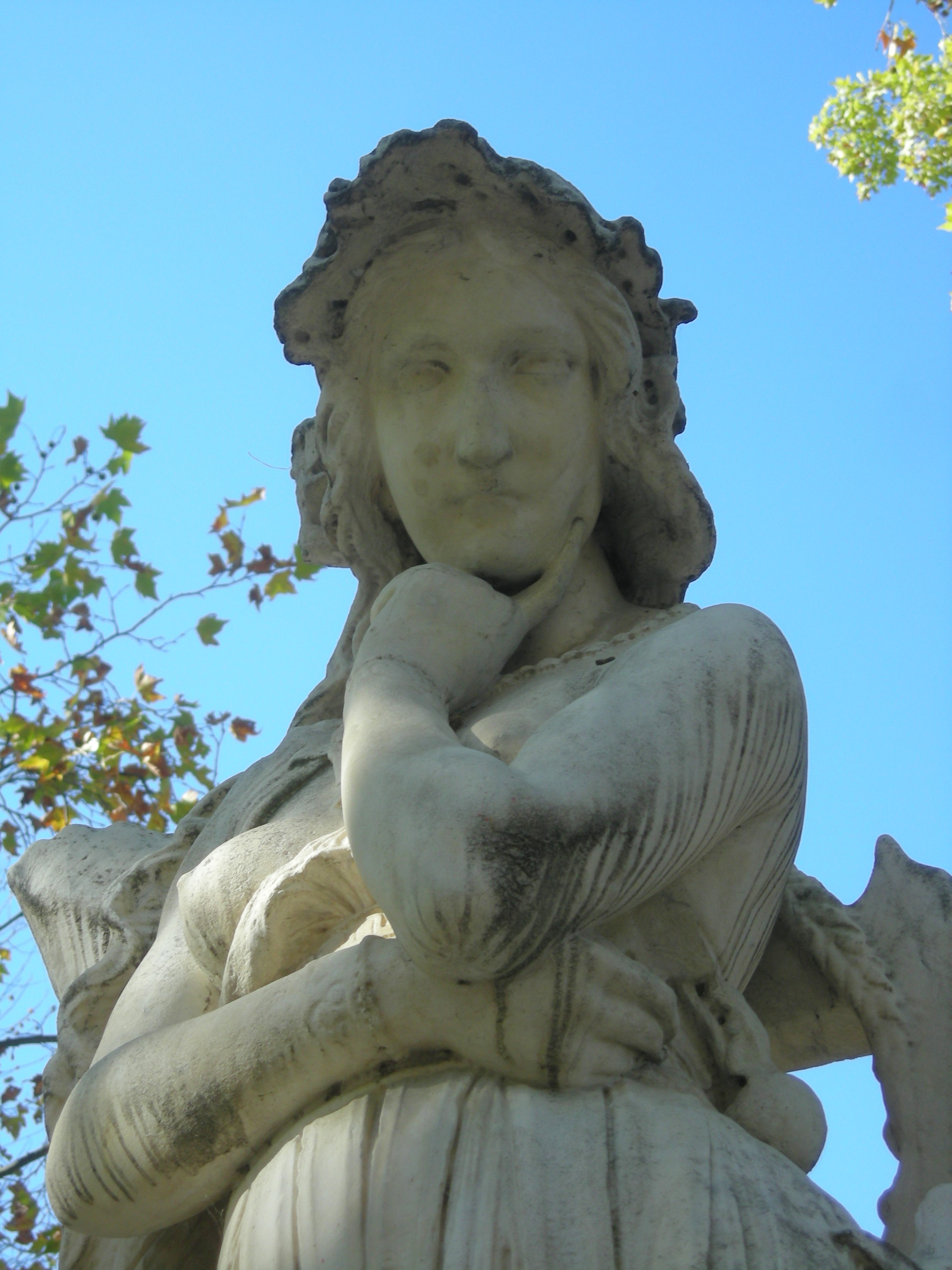
Velléda contemplant la demeure d’Eudore (1844), détail, Paris, jardin du Luxembourg.

- Vestige de la Statue du général de Colbert-Chabanais dans le parc du lycée militaire de Saint-Cyr.
- Jean-Georges Eck, fondeur de Barye, membre du conseil municipal de Paris, 1840, médaillon en bronze, Baltimore, Walters Art Museum. Une autre version en bronze, datée 1843, orne la tombe du fondeur à Paris au cimetière du Père-Lachaise[6].
- La Vierge à l'Enfant Jésus, 1841 (sur l'autel de l'église de Champtoceaux de 1865-1885)[N 4],[4].
- Mme Benjamin Clemenceau, 1842, médaillon en plâtre[7], localisation inconnue.
- Velléda contemplant la demeure d'Eudore, 1844, statue en marbre, Paris, jardin du Luxembourg[N 5].
- Monument à Aloys Senefelder, statue en pierre, Solnhofen ; le modèle en plâtre a été exposé au Salon de 1846[8].
- La Fraternité, 1850, bas-relief en marbre, musée des Beaux-Arts d'Angers[N 6].
- Benjamin Fillon, 1856, médaillon en étain ou plomb, Paris, musée d'Orsay[9].
- La statue de l'astronome et cartographe français César-François Cassini (1857)[10],[N 7].
- L'Espérance, vers 1868, esquisse en terre cuite, Paris, musée d'Orsay[11].
- La France, 1874, marbre, Toul, jardin de l'hôtel de ville[12].
- Tombe de l'amiral Bruat et de sa femme, 1857, Paris, cimetière du Père-Lachaise.
- Sainte Geneviève par ses prières désarme Attila, 1857, groupe en marbre, église Notre-Dame de Cholet.
- François Viète, vers 1860, buste, localisation inconnue[réf. nécessaire].
- Jean-Baptiste Delpech, buste en bronze sur sa sépulture, Paris, cimetière du Père-Lachaise.
- Le Baptême de Clovis par Saint Rémi, 1865, groupe en marbre, église Notre-Dame de Cholet.
- Velléda, 1871, statue en marbre, Paris, musée du Louvre[13].
- Velléda, statuette en terre cuite, coiffée et couronnée de feuilles de chêne, à Châtenay-Malabry dans la  maison de Chateaubriand et à Angers dans le jardin de l'hôpital Saint-Jean, près du musée Jean Lurçat[14].
- Portrait de Louis Auvray, 1839, médaillon en bronze, musée des Beaux-Arts de Valenciennes.
- Le Lion amoureux, Poitiers, parc de Blossac[N 8].
- Buste de sœur Rosalie, 1856, marbre, Paris, musée de l'Assistance publique - Hôpitaux de Paris.

Œuvres d'Hippolyte Maindron
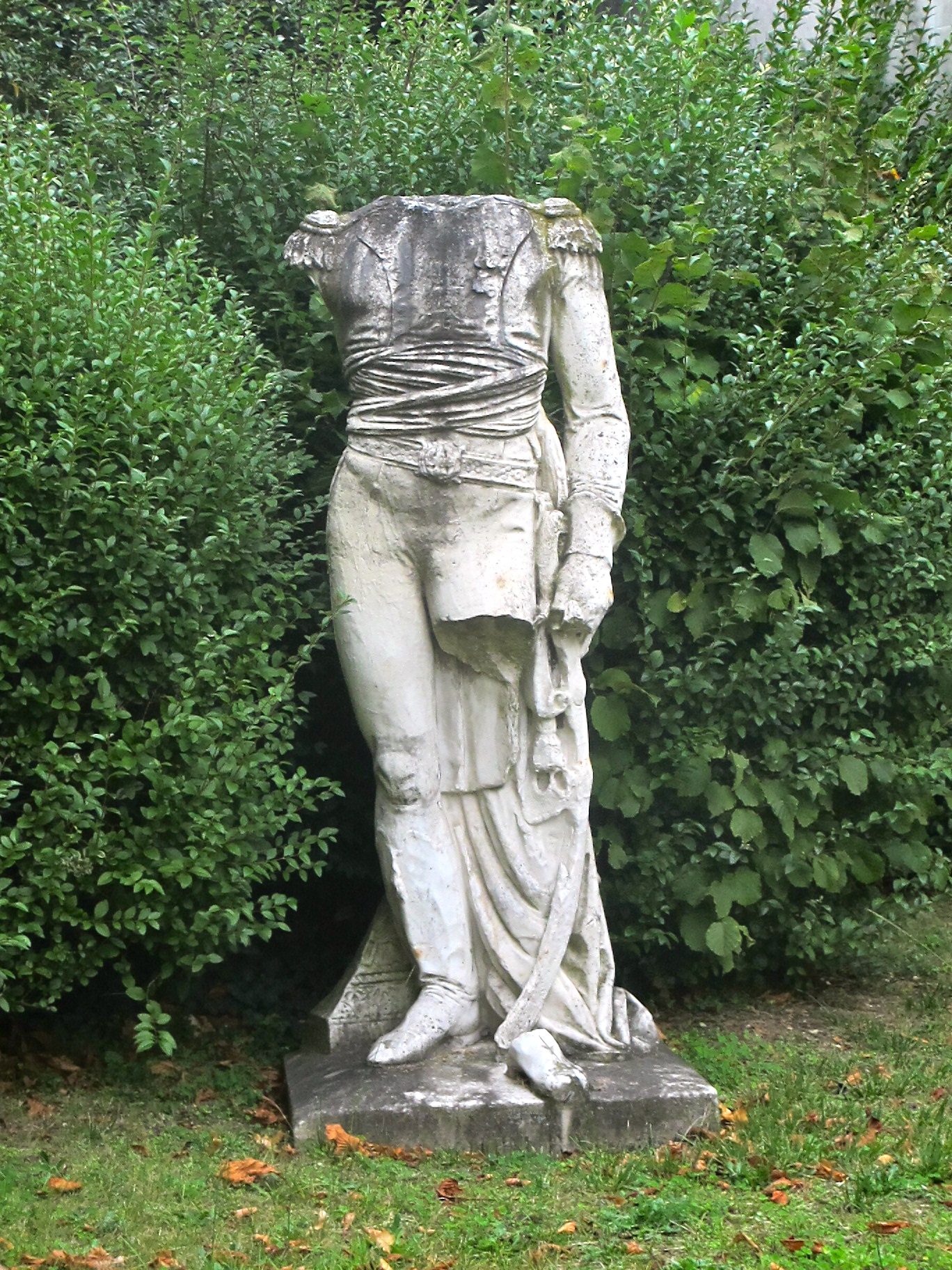
Vestige de la Statue du général de Colbert-Chabanais, lycée militaire de Saint-Cyr.
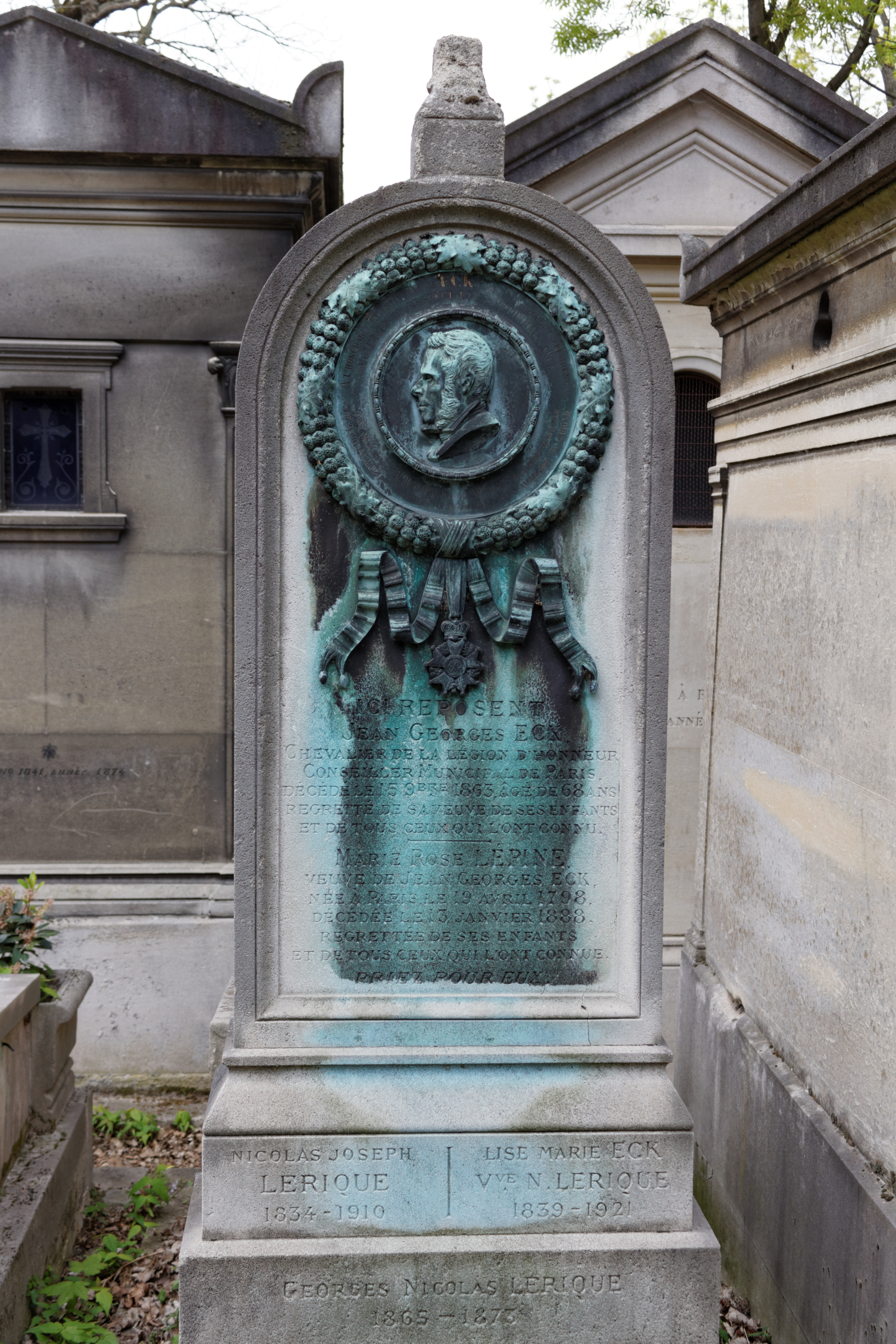
Jean-Georges Eck (1843), Paris, cimetière du Père-Lachaise.
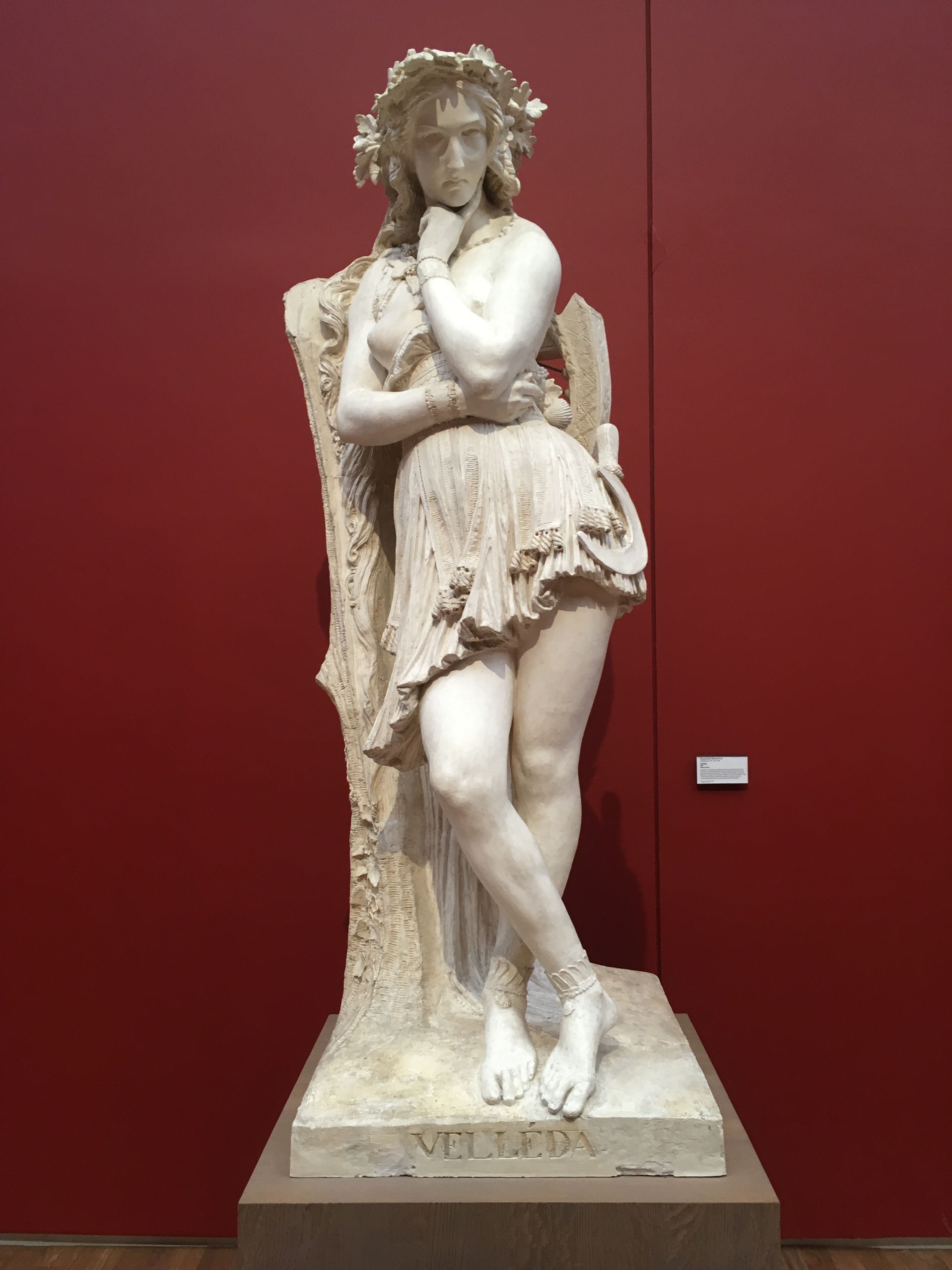
Velléda (1839), plâtre, musée des Beaux-Arts d'Angers.
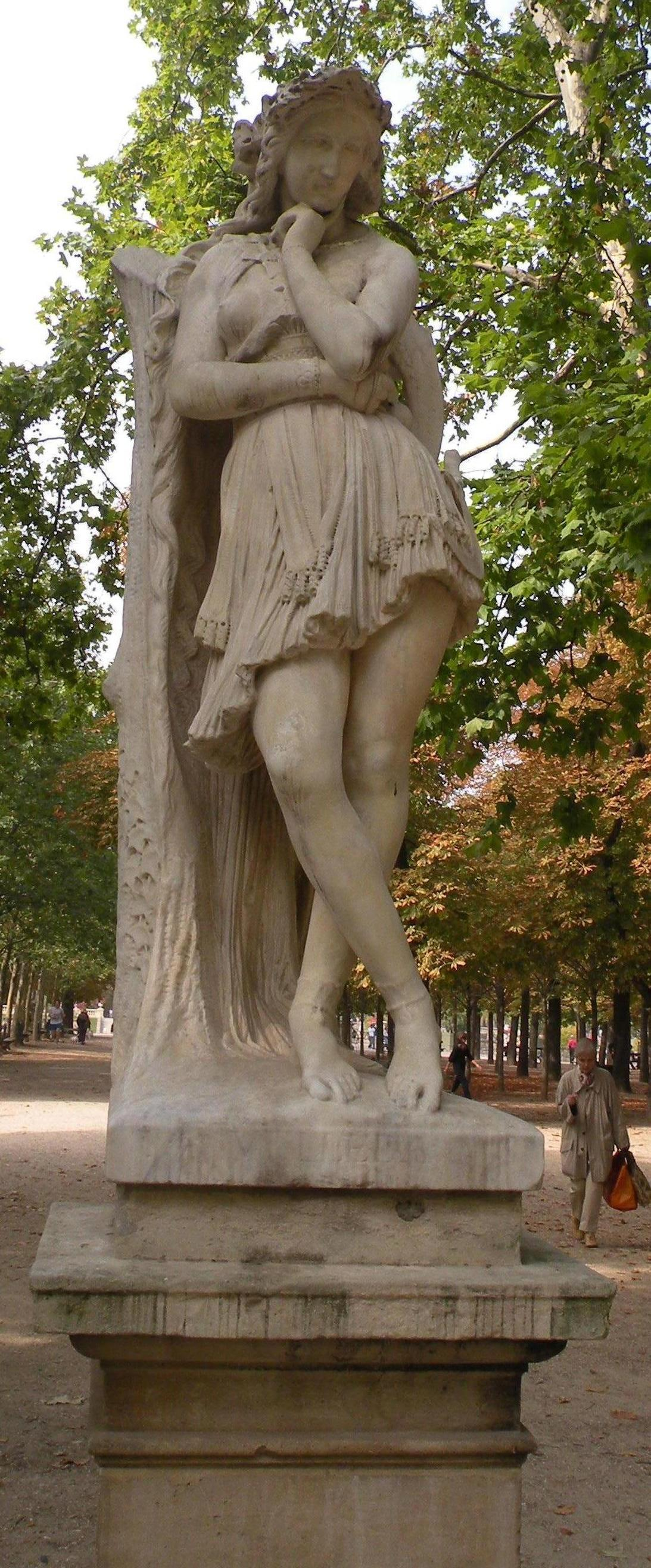
Velléda contemplant la demeure d'Eudore (1844), Paris, jardin du Luxembourg.
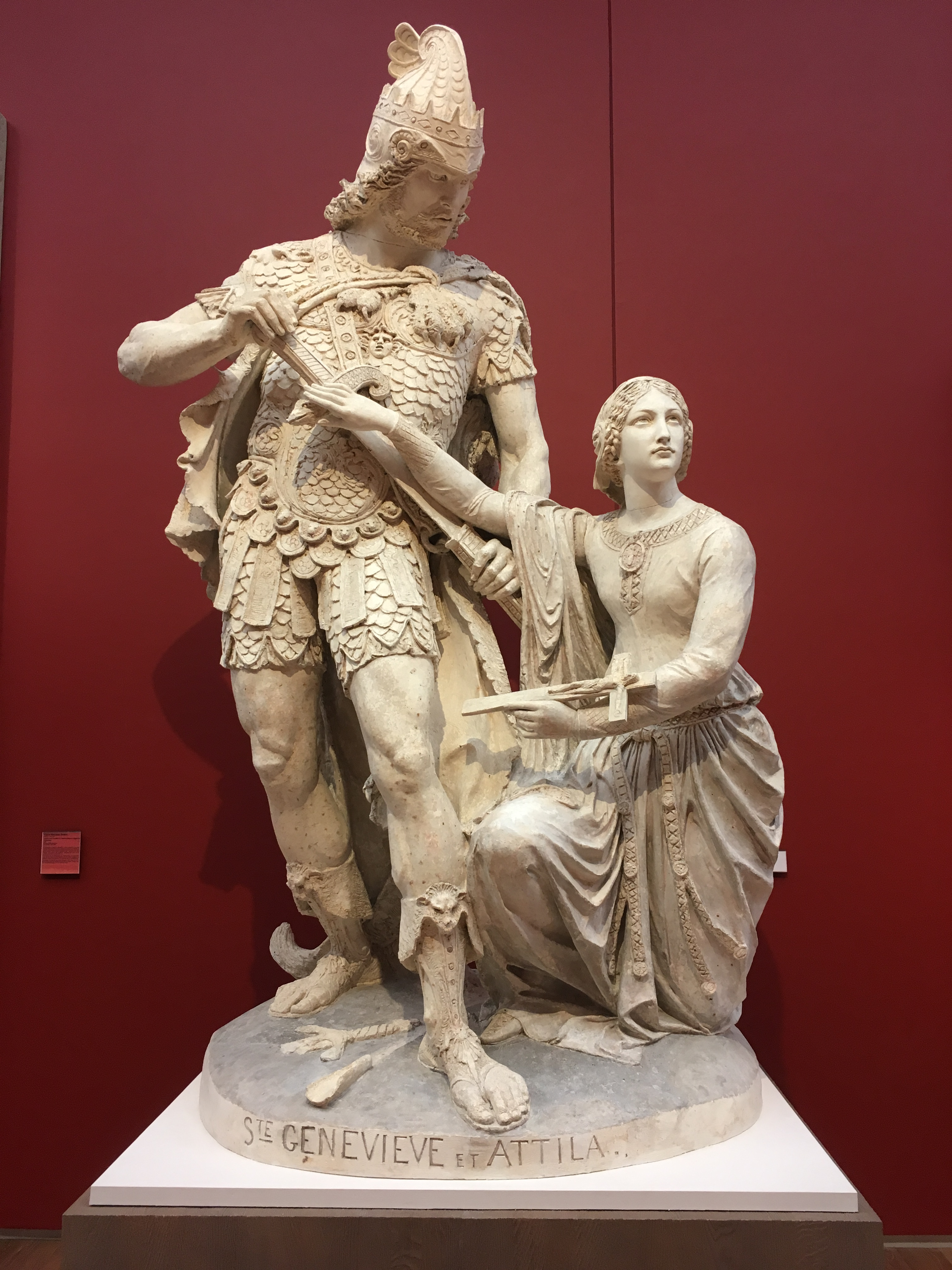
Sainte Genenviève, plâtre, musée des Beaux-Arts d'Angers.
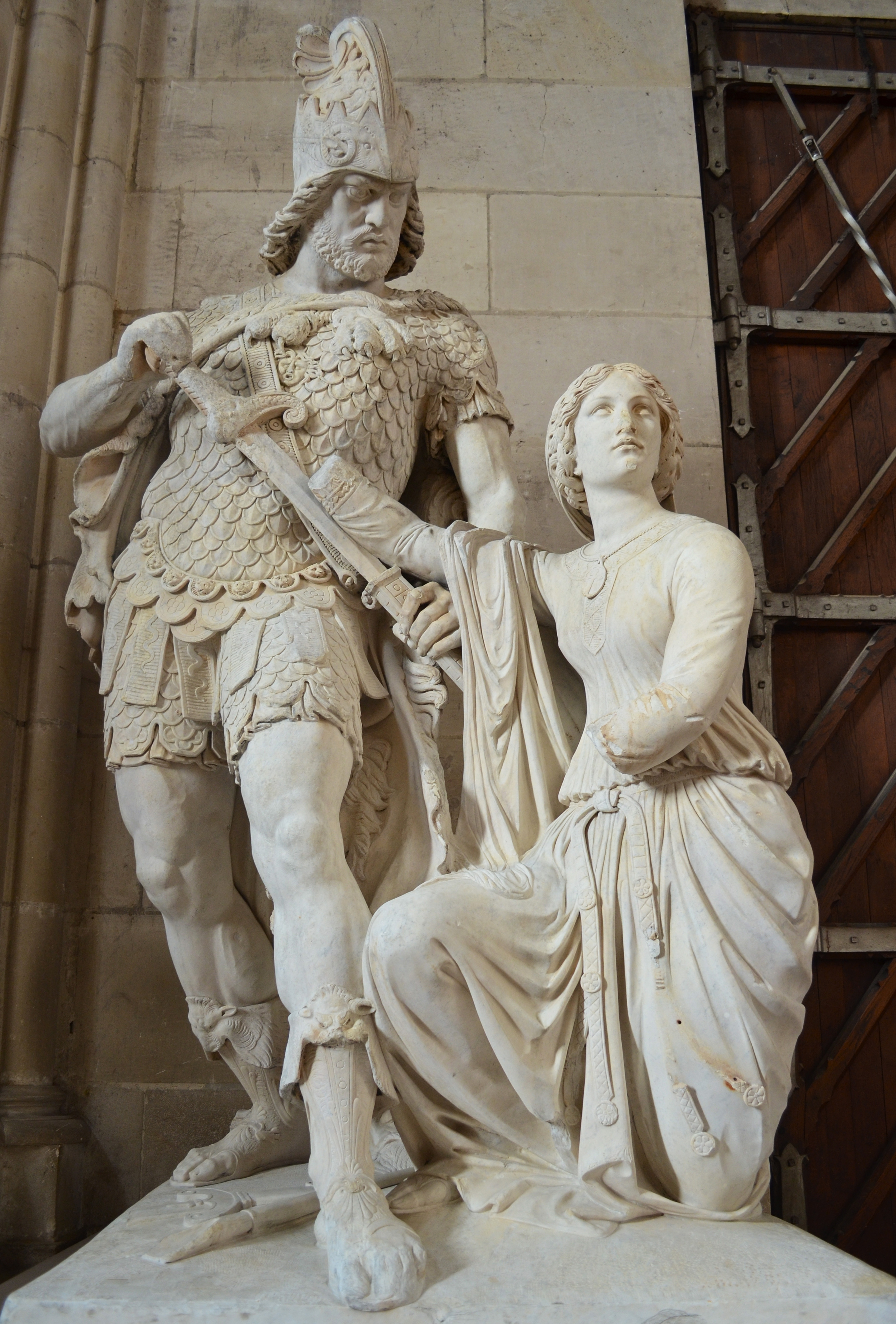
Sainte Geneviève par ses prières désarme Attila (1844), église Notre-Dame de Cholet.

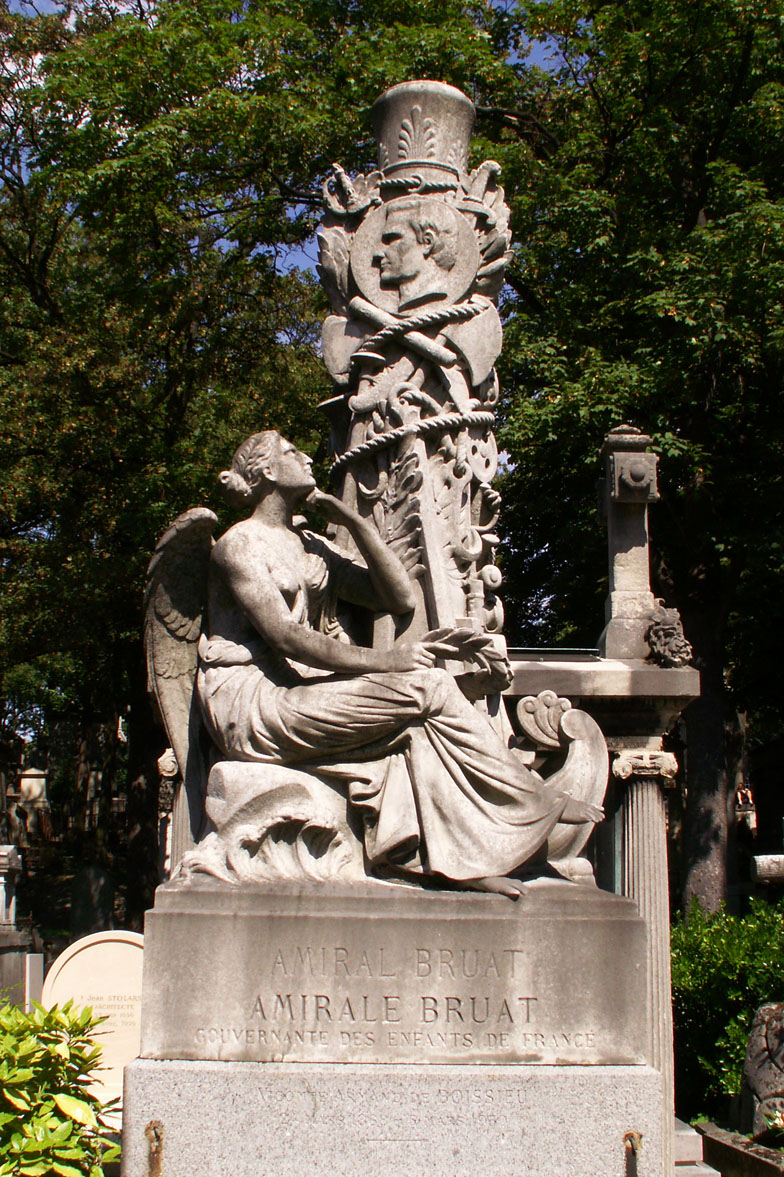
Tombe de l'amiral Bruat et de sa femme (1857), Paris, cimetière du Père-Lachaise.
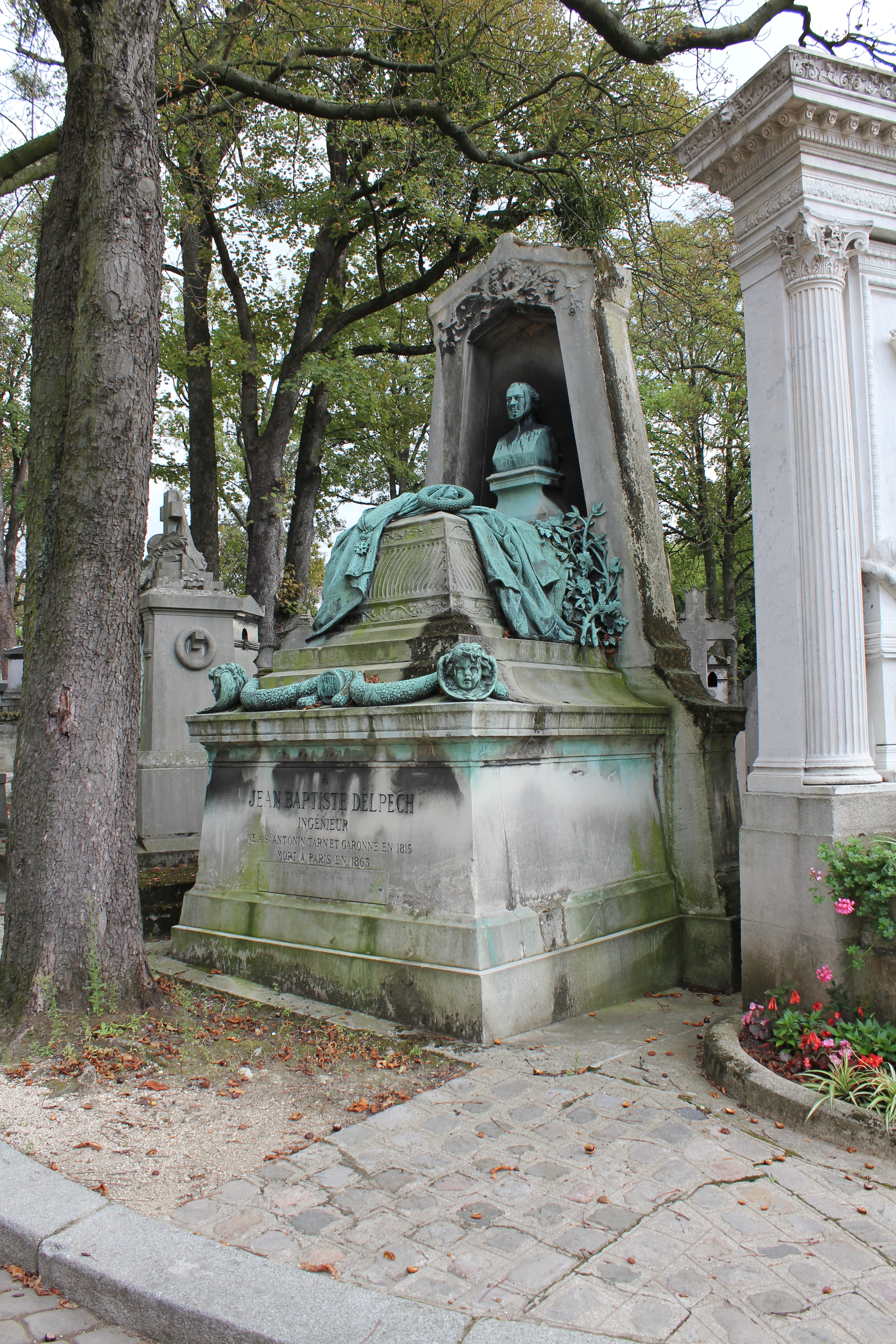
Jean-Baptiste Delpech (1864), Paris, cimetière du Père-Lachaise.
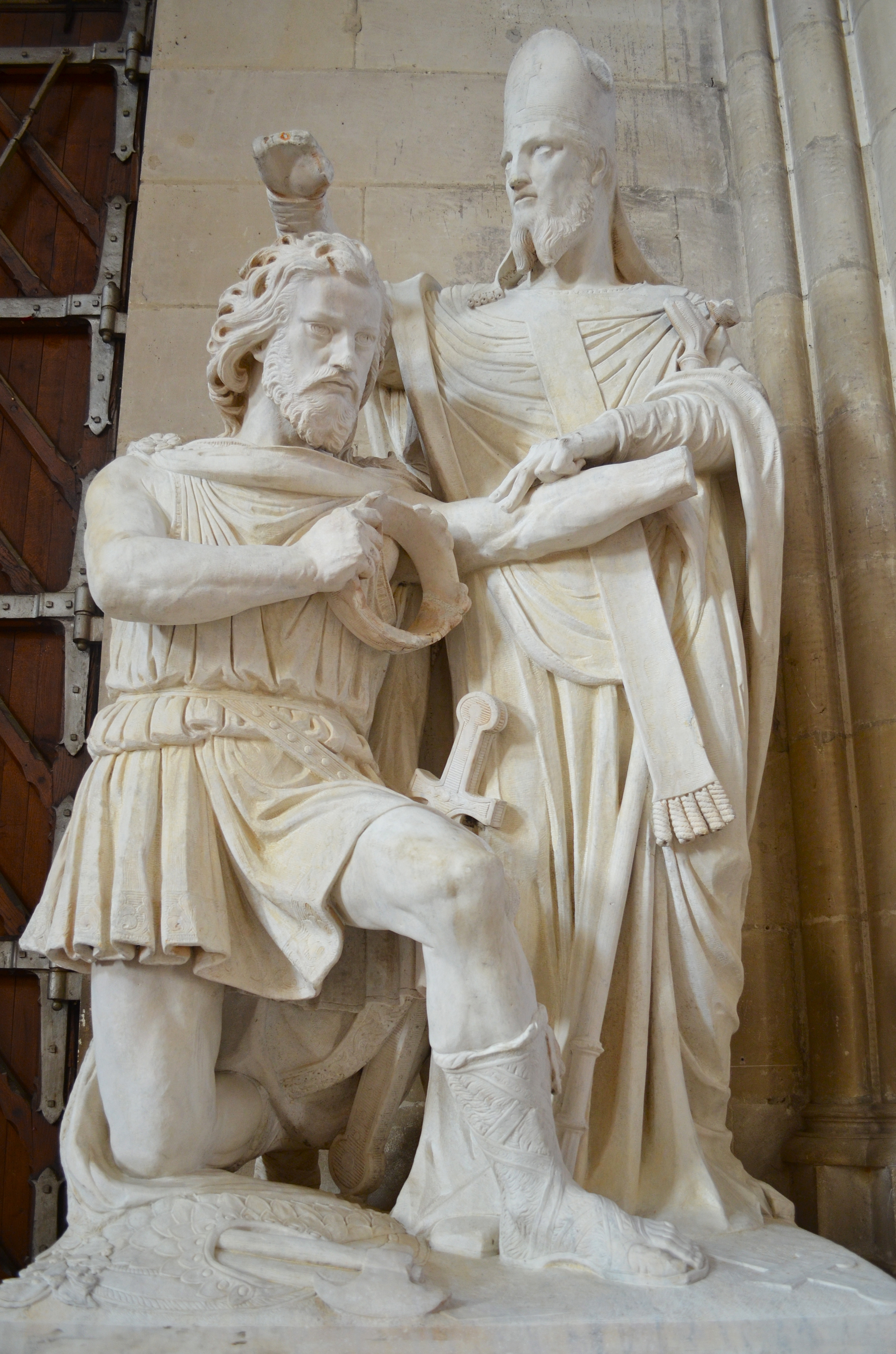
Le Baptême de Clovis par Saint Rémi (1865), église Notre-Dame de Cholet.
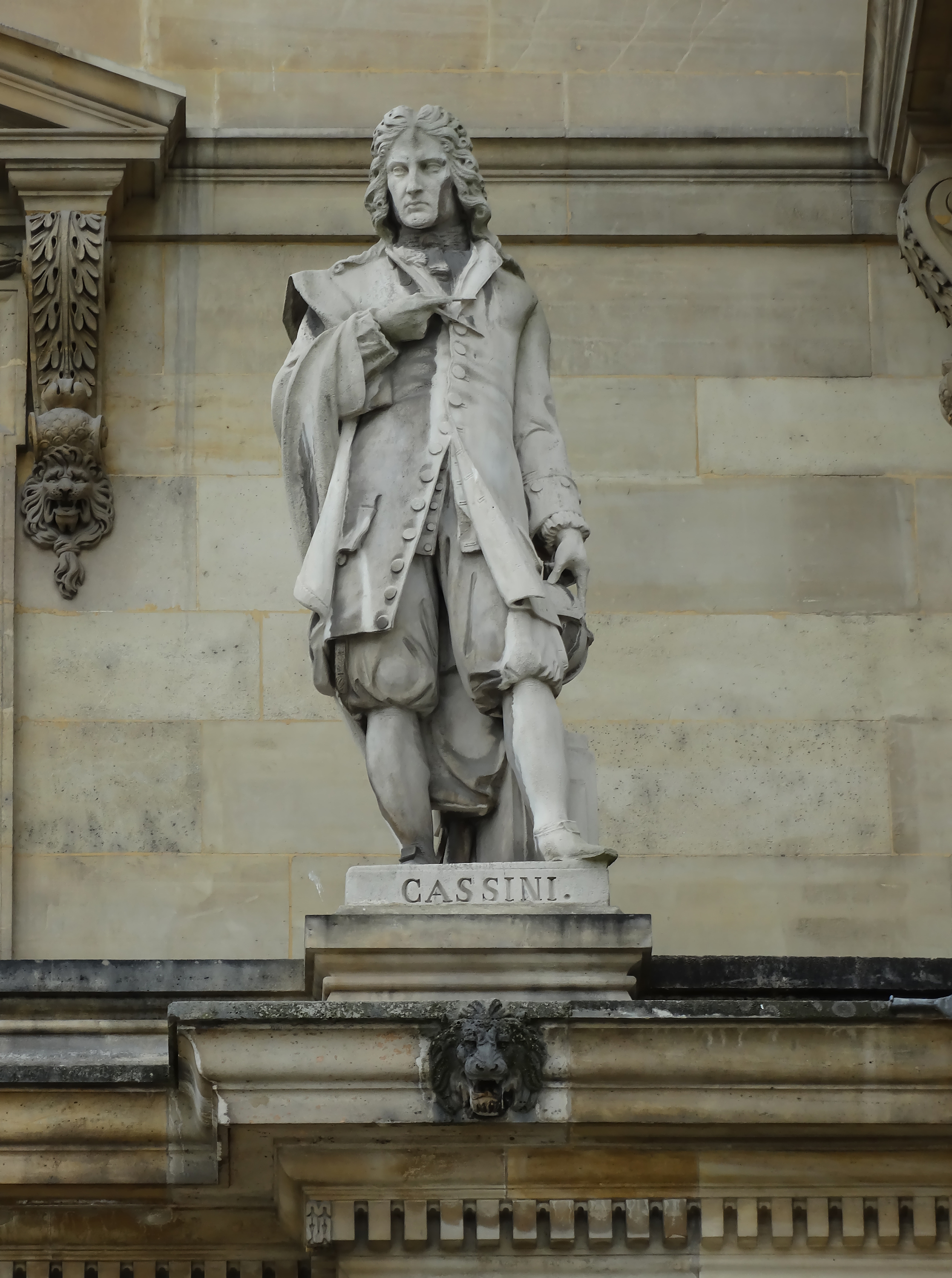
César-François Cassini, Paris, palais du Louvre.
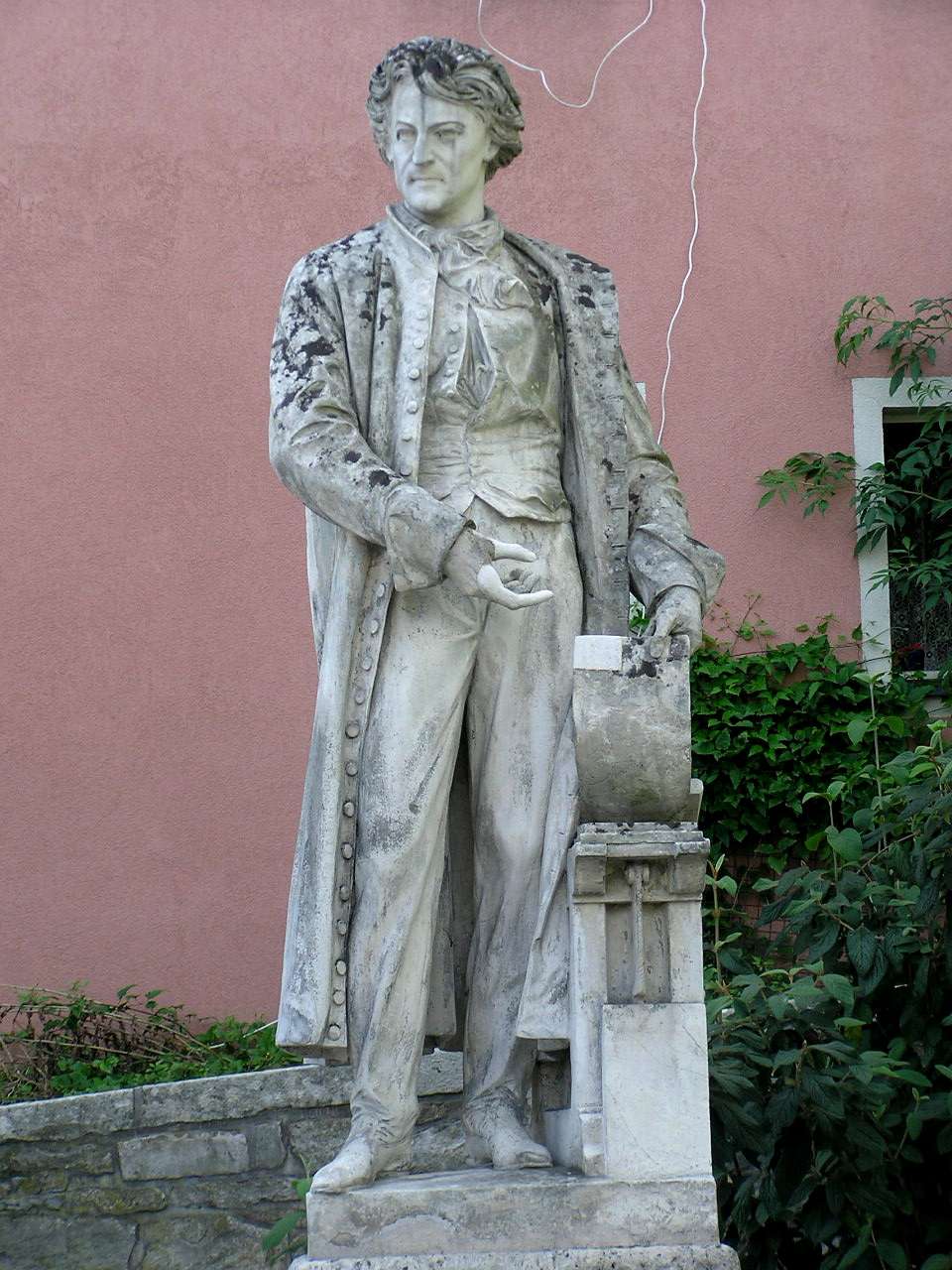
Monument à Aloys Senefelder, Solnhofen.

On cite aussi :

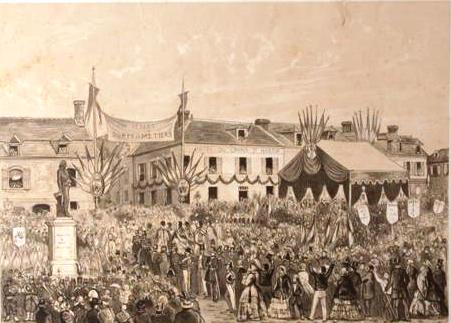
Inauguration du Monument au duc de La Rochefoucault à Liancourt, le 6 octobre 1861.

- comme sculpture architecturale, L'Art, l'Industrie et l'Agriculture qui surmontait le Grand cercle du boulevard Foch à Angers ;
- comme sculptures décoratives,
  - la Statue d'Aguesseau, salle du Sénat à Paris ;
  - la Poésie lyrique sur la façade du Grand Théâtre d'Angers ;
  - le Christ en croix, église de la Trinité d'Angers ;
  - La Résurrection de Lazare (1866), bas-relief, don de Mme Maindron au musée des Beaux-Arts d'Angers en 1884 ;
- comme sculpture commémorative, 
  - le Monument au duc de la Rochefoucauld-Liancourt[15],
  - la statue du général Travot[16] ;
- les médailles de Charles Gerhardt et du général Marceau[4].

## Distinction
Hippolyte Maindron est nommé chevalier de la Légion d'honneur le 16 août 1874.

## Hommages
- Beaucoup de ses oeuvres et ébauches sont visibles en divers lieux de son département de naissance[17].
- Une voie du 14e arrondissement de Paris porte son nom[18].
- École élémentaire Hippolyte Maindron, rue Hippolyte Maindron, à Paris.
- Une rue Hippolyte Maindron, à La Roche-sur-Yon.
- Dans le département de Maine-et-Loire, une rue de Cholet[19],[20] et une rue d'Angers portent son nom[21].
- À Champtoceaux — sa commune natale — dans une rue qui porte son nom, une plaque commémorative[N 9] est apposée sur la maison du no 4.